# Margaromma insultans
Margaromma insultans är en spindelart som först beskrevs av Tord Tamerlan Teodor Thorell 1881.  Margaromma insultans ingår i släktet Margaromma och familjen hoppspindlar. Inga underarter finns listade i Catalogue of Life.